# Valdivia gayana
För andra betydelser, se Valdivia (olika betydelser).
Valdivia gayana är en tvåhjärtbladig växtart som beskrevs av Esprit Alexandre Remy. Valdivia gayana ingår som enda art i släktet Valdivia och familjen Escalloniaceae. Inga underarter finns listade i Catalogue of Life.